# Universidad Nacional de Colombia sede Caribe
La Universidad Nacional de Colombia sede Caribe (o Sede San Andrés) es una universidad pública colombiana. Es Sede de Presencia Nacional de la Universidad Nacional de Colombia, ubicada en la isla de San Andrés. Fue establecida por el Consejo Superior Universitario en 1997.